# ピーマカ
ピーマカ（英: pimaka）は小笠原諸島の伝統的な郷土料理。生魚の酢漬け料理で、前菜料理である。ハワイ料理をルーツに持つ。家庭料理ではあるが、レストランで提供されることもある。
三枚おろしにしたイスズミを皮つきのまま薄切りにし塩を振り、しばらくしてから酢で洗う。酢、砂糖、ダイダイ果汁で作った合わせ酢で、先のイスズミ、唐辛子、タマネギを漬け込む。
語源はハワイ語で「酢」を表す「pinika」であるが、pinikaも英語の「vinegar」に由来する語である。